# 漳泽水库
漳泽水库，位于中华人民共和国山西省长治市市区西北郊，是浊漳南源干流上游的一座大（2）型水库。水库工程于1959年11月开工，1960年4月竣工蓄水，1989年10月至1995年6月进行了除险加固改建。水库总库容4.27亿立方米。大坝为均质土坝，全长2514米，最大坝高25米，坝顶高程908.8米，坝顶宽7米，坝址以上汇水面积3176平方千米。水库主要功能是工业和城市供水、灌溉、防洪，兼具养殖和旅游等综合效益。漳泽水库是山西省最大的平原水库，也是全省众多水库中综合效益最好的水利工程。